# Almila Bagriacik

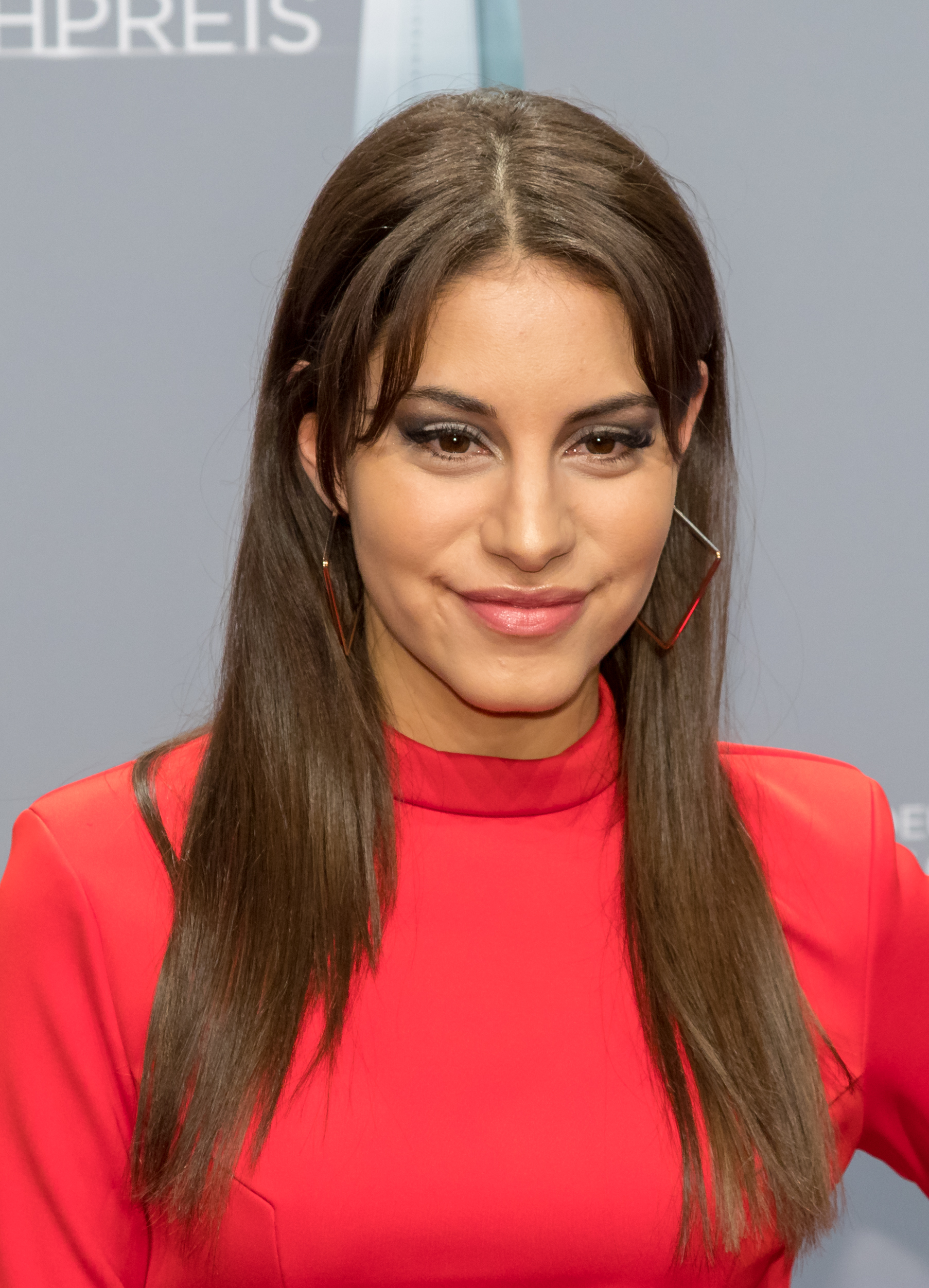
Almila Bagriacik, 2018

Almila Bağrıaçık, eingedeutscht Almila Bagriacik (anhörenⓘ * 10. Juli 1990 in Ankara), ist eine in Deutschland lebende türkische Schauspielerin.

## Leben und Karriere
Almila Bagriacik wurde 1990 in der türkischen Hauptstadt Ankara geboren. Ihre für türkische Medien als Korrespondenten tätigen Eltern zogen 1995 nach Berlin, wo Almila Bagriacik bilingual aufwuchs. 2008 wurde ein Fotograf im Kreuzberger Club SO36 auf sie aufmerksam und lud sie zu einem Casting ein. Sie erhielt eine Rolle im „Ehrenmord“-Drama Die Fremde der Regisseurin Feo Aladag, das 2010 im Rahmen der Berlinale uraufgeführt wurde. Neun Jahre später spielte sie in einer Neuverfilmung des Stoffes (Nur eine Frau) die Hauptrolle.
Almila Bagriacik spielte in der Folge in zahlreichen TV- und Filmproduktionen wie Der Kriminalist, Der Alte, Tatort oder 300 Worte Deutsch mit. Zwischen 2008 und 2010 stand sie außerdem als Hauptdarstellerin in dem Stück Ein Warngedicht u. a. im Berliner HAU-Theater und in den Münchner Kammerspielen auf der Bühne. Die Produktion wurde 2009 mit dem Brüder-Grimm-Preis des Landes Berlin ausgezeichnet.
In dem Spielfilm Hördur, der am 29. Oktober 2015 in die deutschen Kinos kam, spielte Almila Bagriacik ihre erste Hauptrolle in einem Kinofilm. Die Deutsche Film- und Medienbewertung bezeichnete ihre Besetzung als „Glücksfall“. Der Verband der deutschen Filmkritik nominierte Almila Bagriacik für ihre Leistung in Hördur als Beste Darstellerin 2015.
In der Das-Erste-Fernsehreihe Kommissar Pascha übernahm Almila Bagriacik im Jahr 2015 die Hauptrolle der Ermittlerin Jale Cengiz. Die beiden Filme, Kommissar Pascha und Bierleichen, feierten am 16. und 23. März 2017 TV-Premiere. Im zweiten Teil der ARD-Spielfilmtrilogie über die Mordserie des Nationalsozialistischen Untergrunds (NSU) Die Opfer – Vergesst mich nicht war sie 2016 in der Hauptrolle der Semiya Şimşek zu sehen. Für ihre Darstellung wurde Almila Bagriacik u. a. als Beste Nachwuchsschauspielerin mit dem Deutschen Schauspielerpreis 2017 ausgezeichnet und als Beste Nachwuchsschauspielerin 2016 für den Bunte New Faces Award nominiert. Außerdem gewann sie stellvertretend als Hauptdarstellerin in der Kategorie „Bester Mehrteiler“ den Deutschen Fernsehpreis 2017. In der vielfach ausgezeichneten TNT-Miniserie 4 Blocks (u. a. Deutscher Fernsehpreis in drei Kategorien, Preis der Deutschen Akademie für Fernsehen in sechs Kategorien, Grimmepreis 2017 und Goldene Kamera 2017 als „Beste Serie“) spielt Almila Bagriacik an der Seite von Frederick Lau, dem Rapper Veysel und Kida Khodr Ramadan die weibliche Hauptrolle Amara. 2018 wurden die Dreharbeiten für die 2. Staffel abgeschlossen; diese wurde ab 11. Oktober 2018 auf TNT Serie ausgestrahlt. Von Ende 2015 bis 2017 spielte Almila Bagriacik in der türkischen Serie Hayat Şarkisi die durchgehende Rolle Filiz.
Seit Mitte 2017 spielt sie für den NDR an der Seite von Axel Milberg die Kieler Tatort-Kommissarin Mila Sahin, siehe auch Klaus Borowski. Für die Episode Borowski und der Fluch der weißen Möwe nahm sie gemeinsam mit dem Rapper Sero, der in dieser Folge eine Nebenrolle spielte, den Titelsong Fliegen auf.
Weitere Projekte, neben den Kieler Tatort-Episoden, sind u. a. Hauptrollen in den Kinoproduktionen Nur eine Frau (Regie: Sherry Hormann) und Im Feuer (Regie: Daphne Charizani), die 2019 bzw. 2020 veröffentlicht wurden.
Darüber hinaus gastierte Almila Bagriacik in der Spielzeit 2017/18 als Hauptdarstellerin (Nil) in der Uraufführung Träum weiter (Regie: Selen Kara, Autorin: Nesrin Samdereli) am Schauspielhaus Bochum.
Seit 2022 ist Bagriacik in einer Beziehung mit dem Drehbuchautor und Regisseur Finn Christoph Stroeks. Im August 2023 bekam das Paar einen Sohn. Ihren Hauptwohnsitz haben sie in Berlin.

## Filmografie (Auswahl)
- 2010: Die Fremde (Kinospielfilm), Regie: Feo Aladag
- 2010: Countdown – Die Jagd beginnt (Fernsehserie; Episode: Blutsbande), Regie: Züli Aladag
- 2011: Glanz & Gloria (Kinospielfilm), Regie: Andreas Coupon
- 2013: Tatort: Wer das Schweigen bricht (Fernsehreihe), Regie: Edward Berger
- 2013: 300 Worte Deutsch (Kinospielfilm), Regie: Züli Aladag
- 2013: Der Lehrer (Fernsehserie; Episode: Elektroschocker, Pfefferspray und SEK vor der Tür), Regie: Nico Zingelmann
- 2014: Großstadtrevier (Fernsehserie; Episode: Auf den Barrikaden), Regie: Max Zähle
- 2010–2017: Der Kriminalist (Fernsehserie; 3 Episoden), Regie: Christian Görlitz
- 2014: Alarm für Cobra 11 – Die Autobahnpolizei (Fernsehserie; Episode: 1983), Regie: Nico Zavelberg
- 2012–2014: SOKO Leipzig (Fernsehserie; 2 Episoden), Regie: Robert Del Maestro
- 2014: Hördur – Zwischen den Welten (Kinospielfilm), Regie: Ekrem Ergün
- 2014: Notruf Hafenkante (Fernsehserie, Folge Diebe), Regie: Oren Schmuckler
- 2015: Der Alte – Tödliche Ideale (Fernsehserie), Regie: Matthias Kiefersauer
- 2016: Die Opfer – Vergesst mich nicht, Regie: Züli Aladag (dreiteiliges Filmprojekt Mitten in Deutschland: NSU)
- 2016: Hayat Şarkısı[26] (Fernsehserie), Regie: Cem Karci, Kanal D[27]
- 2017: Kommissar Pascha (Fernsehreihe), Regie: Sascha Bigler
- 2017: Bierleichen – Ein Paschakrimi (Fernsehreihe), Regie: Matthias Steurer[28]
- 2017: Kommissarin Lucas – Familiengeheimnis (Fernsehreihe), Regie: Ralf Huettner
- 2017: Unter Verdacht (Fernsehreihe; Episode: Verlorene Sicherheit Teil 1 und 2), Regie: Andreas Herzog
- 2017: Die Kanzlei (Fernsehserie; Episode: Falsche Freunde), Regie: Matthias Steurer
- 2017: 4 Blocks (Dramaserie), 1. Staffel, Regie: Marvin Kren
- 2018: Mordkommission Istanbul (Fernsehreihe; Episode: Der letzte Gast), Regie: Bruno Grass
- 2018: Asphaltgorillas (Kinospielfilm), Regie: Detlev Buck
- seit 2018: Tatort (als Kommissarin Mila Sahin):
  - 2018: Borowski und das Haus der Geister (Regie: Elmar Fischer)
  - 2019: Borowski und das Glück der Anderen (Regie: Andreas Kleinert)
  - 2019: Borowski und das Haus am Meer (Regie: Nikolaus Stein von Kamienski)
  - 2020: Borowski und der Fluch der weißen Möwe (Regie: Hüseyin Tabak)
  - 2021: Borowski und die Angst der weißen Männer (Regie: Nicole Weegmann)
  - 2021: Borowski und der gute Mensch
  - 2022: Borowski und der Schatten des Mondes (Regie: Nicolai Rohde)
  - 2022: Borowski und die große Wut
  - 2023: Borowski und das unschuldige Kind von Wacken
  - 2024: Borowski und der Wiedergänger
  - 2024: Borowski und das ewige Meer
  - 2025: Borowski und das hungrige Herz
  - 2025: Borowski und das Haupt der Medusa
- 2018: 4 Blocks (Dramaserie), 2. Staffel, Regie: Oliver Hirschbiegel, Özgür Yildirim
- 2018: Nachtschicht – Es lebe der Tod, Regie:  Lars Becker
- 2019: Nur eine Frau (Kinospielfilm), Regie: Sherry Hormann
- 2019: Der gute Bulle: Friss oder stirb (Fernsehfilm), Regie: Lars Becker
- 2019: Unschuldig (Fernsehfilm), Regie: Nicolai Rohde
- 2019: 4 Blocks (Dramaserie), 3. Staffel, Regie: Özgür Yıldırım
- 2020: Wahrheit oder Lüge (Drama, ZDF Regie: Lars Becker)
- 2020: Im Feuer (Spielfilm), Regie: Daphne Charizani
- 2021: Gefährliche Wahrheit (Drama, ZDF/arte; Regie: Jens Wischnewski)
- 2022: Jagdsaison
- 2022: Die Kaiserin (Fernsehserie)
- 2023: Trauzeugen

## Theater
- 2018: Träum Weiter, Regie: Selen Kara, Schauspielhaus Bochum
- 2020: Ellbogen, Regie: Selen Kara, Nationaltheater Mannheim[29]

## Hörspiele (Auswahl)
- 2012: Ruhrpott-Brüder – 3 Tage Nordstadt, Regie: Benjamin Quabeck, WDR[30]
- 2013: Junge, Regie: Benjamin Quabeck, WDR[31]

## Auszeichnungen (Auswahl)
- 2015: Nominiert für den Preis der Deutschen Filmkritik 2016 als „Beste Darstellerin“ in Hördur[6]
- 2016: Internationales Filmfestival Bukarest, Best Performance Award – Young Actress für Hördur[32]
- 2016: Nominiert für den Bunte New Faces Award für Die Opfer – Vergesst mich nicht[13]
- 2017: Deutscher Fernsehpreis 2017, „Bester Mehrteiler“, stellvertretend als Hauptdarstellerin in Die Opfer – Vergesst mich nicht[14]
- 2017: Deutscher Schauspielpreis 2017 als „Beste Nachwuchsschauspielerin“ in Die Opfer – Vergesst mich nicht[12][33]
- 2019: Tribeca Film Festival nominiert als Best Actress in Nur eine Frau[34]